# Nguyễn Văn Đệ
Nguyễn Văn Đệ sinh ngày 1 tháng 5 năm 1927 tại xã Thanh Lĩnh, huyện Thanh Chương, tỉnh Nghệ An, ông được biết đến nhiều nhất là Bí thư Trung ương Đoàn thanh niên cộng sản Hồ Chí Minh (trước năm 1970 là Trung ương Đoàn thanh niên lao động Việt Nam); Trưởng ban chỉ đạo (đầu tiên) Thanh niên xung phong (TNXP) chống Mỹ cứu nước (tập trung) giai đoạn Việt Nam chống Mỹ. Ngoài ra ông còn là Trưởng đoàn chuyên gia thanh niên Việt Nam giúp Campuchia xây dựng lại đất nước sau khi chế độ Pol Pôt sụp đổ; Bí thư đảng ủy khối các cơ quan công nghiệp trung ương (sau gọi là Đảng ủy khối các cơ quan kinh tế trung ương).

## Hoạt động chính trị
Ông xuất thân nông dân, 19 tuổi theo phong trào chống Pháp, ban đầu làm tại xưởng hóa chất Tôn Thất Cung, sau lên chiến khu Việt Bắc làm công tác ở cơ quan Tổng liên đoàn lao động Việt Nam (nay là Công đoàn Việt Nam).
Năm 1954, khi người Pháp rút khỏi Hà Nội (10/10/1954), ông được cử vào đoàn cán bộ trung ương về tiếp quản Thủ đô, sau đó làm Phó Bí thư Thành đoàn Hà Nội.
Năm 1957 ông được cử sang Liên Xô 1 năm, học tập, đào tạo tại trường chính trị của Đoàn thanh niên cộng sản komsomol.
Năm 1961 ông là ủy viên (dự khuyết) Ban chấp hành Trung ương Đoàn thanh niên lao động Việt Nam.
Từ năm 1962 - 1977 ông là Bí thư Trung ương Đoàn thanh niên lao động Việt Nam.
Năm 1965 khi Mỹ tấn công Bắc Việt Nam bằng không quân, Đảng, Chính phủ Việt Nam quyết định thành lập lực lượng TNXP chống Mỹ cứu nước (tập trung) , ông được Ban Bí thư trung ương Đoàn thanh niên cử làm Trưởng ban chỉ đạo TNXP chống Mỹ cứu nước (tập trung), với trọng trách này, ông đã tổ chức và chỉ đạo hoạt động của lực lượng TNXP (tập trung) từ 1965-1968, giai đoạn ác liệt nhất của cuộc chiến. Nhiệm vụ chính của lực lượng này là hỗ trợ quân đội chính quy, các đơn vị chuyên nghiệp của Bộ Giao thông vận tải đảm bảo các con đường bộ và đường sắt từ Bắc vào Nam Việt Nam được thông suốt nhằm chuyên chở binh sĩ, hàng quân sự, lương thực và các đồ tiếp tế khác của miền Bắc vào Nam Việt Nam, chống lại Mỹ và chính quyền miền Nam khi ấy được Mỹ hậu thuẫn.

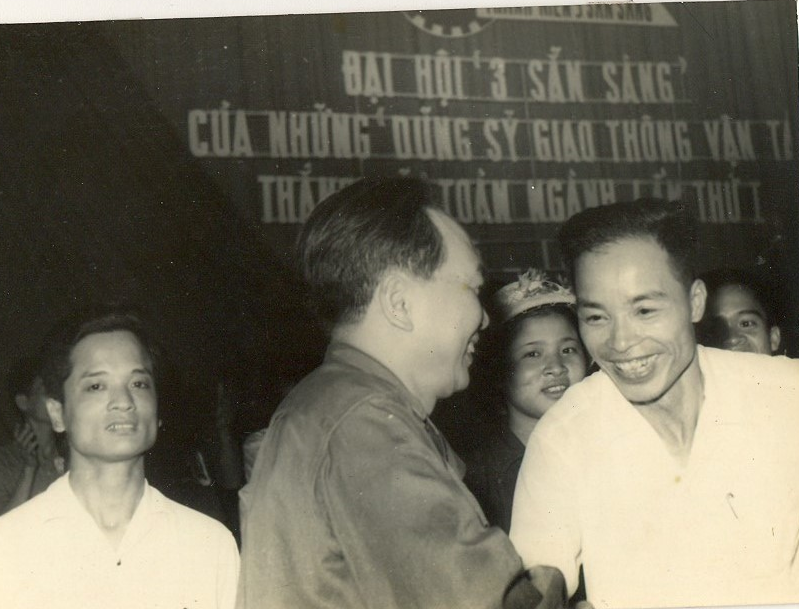
Ông Nguyễn Văn Đệ đón Đại tướng Võ Nguyên Giáp dự Đại hội"Ba sẵn sàng"ngành GTVT lần thứ Nhất (18/5/1968)

Sau giai đoạn này ông làm Bí thư thường trực Đoàn thanh niên lao động Việt Nam, nay là Đoàn thanh niên Cộng sản Hồ Chí Minh (xem các Bí thư trung ương khác). nhưng vẫn phụ trách công tác TNXP đến năm 1975, ngoài ra ông còn làm và giữ nhiều chức vụ khác như: đại biểu Quốc hội Việt Nam khóa IV với chức vụ Phó chủ nhiệm ủy ban ngân sách của Quốc hội; Vụ trưởng Vụ Kiểm sát chung Viện Kiểm sát nhân dân tối cao...
Ngay sau khi Việt Nam được thống nhất (30/4/1975), ông từ Hà Nội vào Sài Gòn tham gia công tác cải tạo kinh tế miền Nam Việt Nam và xây dựng bộ máy Đoàn thanh niên. Giai đoạn này ông đã từng làm việc với các ông Đỗ Mười (sau này là Tổng Bí thư Đảng Cộng sản Việt Nam), Nguyễn Minh Triết (sau này là Chủ tịch nước).
Năm 1979 khi Việt Nam giúp Campuchia đánh đổ chế độ diệt chủng Pol Pôt, ông Lê Đức Thọ, người phụ trách vấn đề Campuchia của Việt Nam gọi ông trở lại với cương vị Trưởng đoàn chuyên gia thanh niên giúp Campuchia xây dựng lực lượng thanh niên theo mô hình của Việt Nam, qua đó tuyển chọn cán bộ cho các vị trí lãnh đạo sau này, trong số cán bộ đó có Hun Sen sau đó làm Thủ tướng Campuchia cho đến nay. Ông giữ cương vị Trưởng đoàn chuyên gia cho đến giữa năm 1981.
Từ 1981 đến 1990 ông là Phó Bí thư (trực) sau làm Bí thư ban chấp hành đảng bộ khối các cơ quan công nghiệp trung ương (sau này gọi là Ban kinh tế trung ương). Từ năm 1990 đến nay ông nghỉ hưu.
Năm 2018 ông được Đảng Cộng sản Việt Nam trao tặng Huy hiệu 70 năm tuổi đảng

## Hoạt động xã hội
Sau khi nghỉ hưu, ông làm các công tác xã hội, từ sau chiến tranh đến giai đoạn Việt Nam bước vào thời ký đổi mới, vai trò của TNXP bị lãng quên, họ gần như không có quyền lợi cũng như sự quan tâm dành cho những người đã từng tham gia chiến tranh. Do đó năm 1993, Ông thành lập Ban Liên lạc cựu cán bộ Đoàn ngành giao thông vận tải và TNXP chống Mỹ cứu nước 

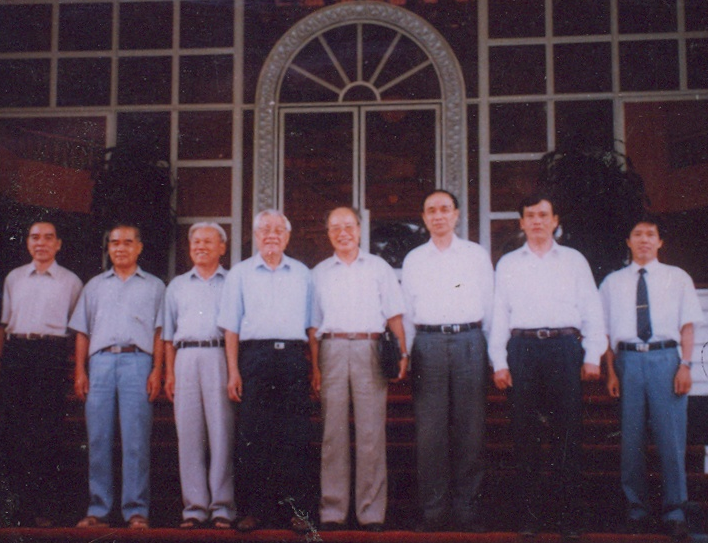
Ông Nguyễn Văn Đệ (thứ tư từ phải sang) cùng các cán bộ Ban Liên lạc cựu TNXP ngành GTVT gặp Thủ tướng Võ Văn Kiệt (thứ 5 từ phải sang), Phó Thủ tướng Phan Văn Khải (đầu tiên bên trái) về việc giải quyết chính sách đãi ngộ cho TNXP (ngày 10/6/1997)

Ông là Phó Chủ tịch Cơ quan Trung ương Hội Cựu thanh niên xung phong Việt Nam. Ngoài hoạt động TNXP, ông tham gia Hội hữu nghị Việt Nam - Campuchia, trả lời phỏng vấn các chương trình của các đài truyền hình về TNXP, về Campuchia. Những cố gắng của ông đạt được là Chính phủ Việt Nam chính thức công nhận vai trò lịch sử của TNXP, quyết định một số chế độ chính sách cho TNXP. Mới đây nhất, ông cùng Hội hữu nghị Việt Nam - Campuchia đề nghị với Chính phủ và được Chính phủ quyết định trợ cấp cho chuyên gia Việt Nam tại Campuchia.
Ông xuất bản tập hồi ký với nhan đề Cuộc đời tôi do Nhà xuất bản Giao thông vận tải ấn hành. Nội dung cuốn sách tập trung nói về hoạt động của ông thời kì ông chỉ đạo công tác của TNXP cùng các kí ức về những con người, địa danh trong cuộc chiến chống Mỹ. Năm 2016, theo đơn đặt hàng của Chính phủ, ông viết cuốn sách"Thanh niên xung phong tập trung phục vụ GTVT thời chống Mỹ"do Nhà xuất bản Giao thông vận tải xuất bản. Ông còn tham gia trong nhóm viết cuốn sách về lịch sử TNXP mang tên"Huyền thoại TNXP Việt Nam".

## Các kí ức
Ông có mặt ở hầu hết các trọng điểm, các tuyến đường giao thông khắp miền Bắc Việt Nam, những nơi mà không quân Mỹ ném bom nhằm triệt phá sự chi viện của miền Bắc Việt Nam cho miền Nam Việt Nam, ông đã chứng kiến và ghi chép lại sự hi sinh của nhiều TNNXP tại những địa danh mà không quân Mỹ ném bom và sau chiến tranh trở thành huyền thoại trong lịch sử của TNXP Việt Nam thời kì Việt Nam chống Mỹ, trong đó có ngã ba Đồng Lộc (Hà Tĩnh) ngày 24/7/1968, Truông Bồn (Nghệ An) ngày 31/10/1968, hang Tám Cô (Quảng Bình) ngày 14/11/1972, ga Lưu Xá (Thái Nguyên) ngày 24/12/1972, Núi Nhồi (Thanh Hóa) ngày 11/5/1967... Ông tham gia các Đại hội tổng kết công tác đảm bảo an toàn giao thông vận tải, những Đại hội mà các lãnh tụ Việt Nam khi đó đã đến dự như Hồ Chí Minh, Lê Duẩn, Trường Chinh, Võ Nguyên Giáp, Phan Trọng Tuệ..."Gian khổ mà anh hùng"là kí ức lớn nhất của đời ông trong khoảng thời gian từ 1965-1972.